# Saint-Augustin (Seine-et-Marne)
Saint-Augustin ist eine französische Gemeinde mit 1.865 Einwohnern (Stand: 1. Januar 2022) im Département Seine-et-Marne in der Region Île-de-France. Sie gehört zum Arrondissement Meaux und zum Kanton Coulommiers.
Die Einwohner werden Saint-Augustiniens genannt.

## Geographie
Saint-Augustin liegt etwa 51 Kilometer östlich von Paris am Fluss Aubetin. Umgeben wird Saint-Augustin von den Nachbargemeinden Pommeuse im Norden, Mouroux im Nordosten, Saints im Osten und Südosten, Mauperthuis im Südosten sowie Faremoutiers im Süden und Westen.

## Bevölkerungsentwicklung
| Jahr                       | 1962 | 1968 | 1975 | 1982 | 1990 | 1999 | 2006 | 2017 |
| Einwohner                  | 518  | 579  | 672  | 1008 | 1249 | 1413 | 1627 | 1738 |
| Quellen: Cassini und INSEE |      |      |      |      |      |      |      |      |

## Sehenswürdigkeiten
- Kapelle Sainte-Aubierge aus dem 13. Jahrhundert, Monument historique
- Obelisk aus dem ausgehenden 18. Jahrhundert (Werk Claude-Nicolas Ledoux’), Monument historique

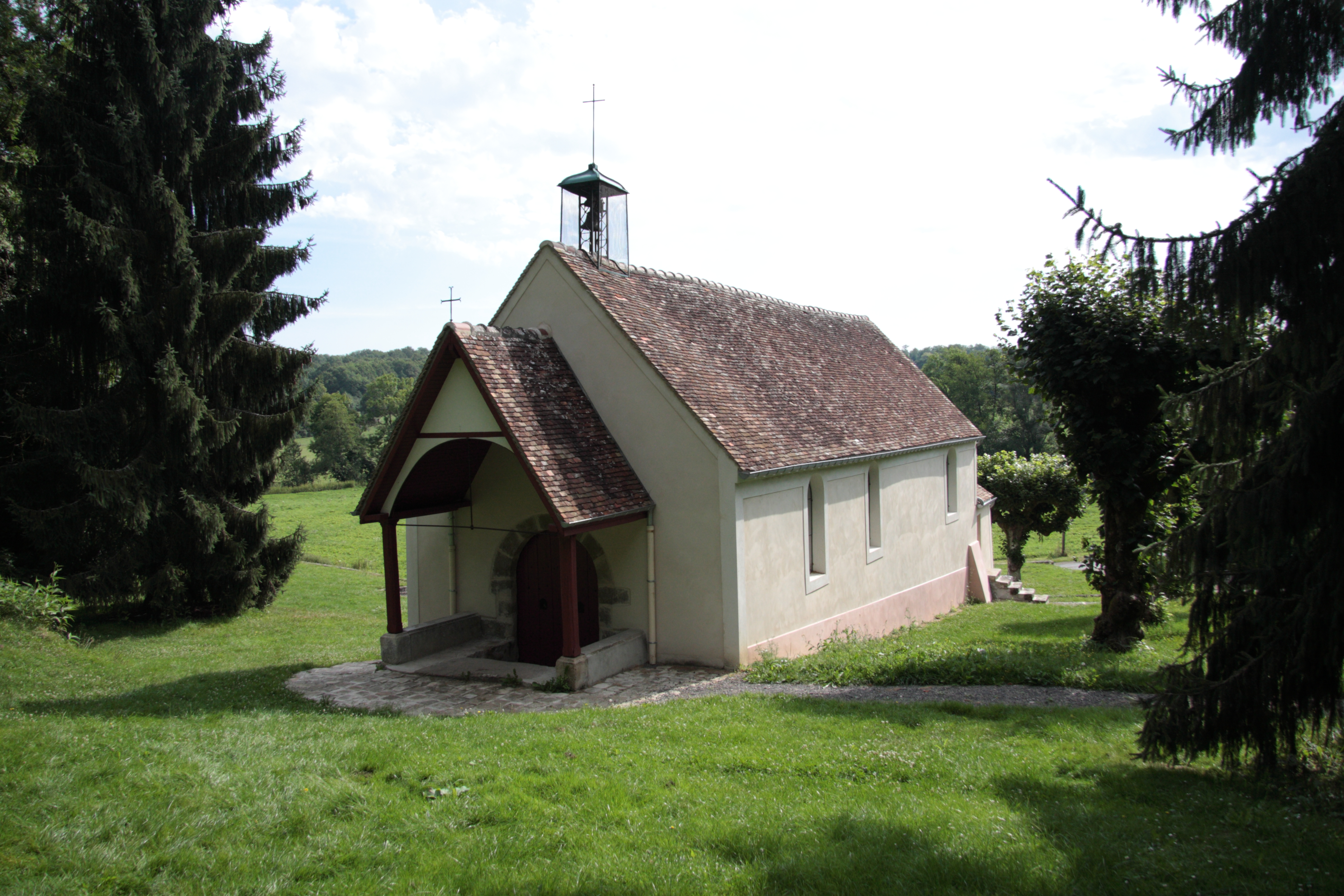
Kapelle Sainte-Aubierge
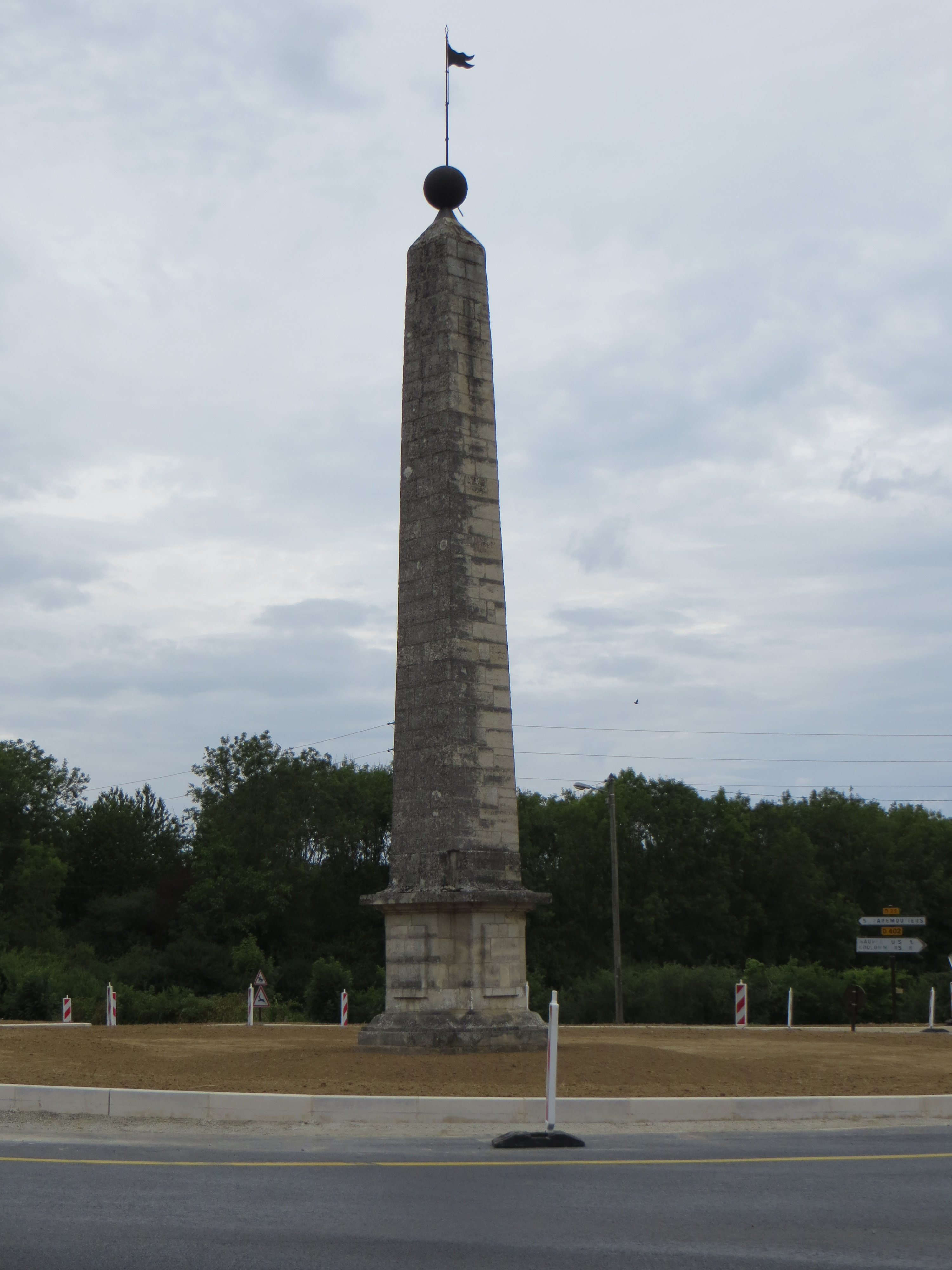
Obelisk